# 이희도
이희도(李熙道, 1955년 10월 1일~)는 대한민국의 배우이다. 1977년 민중극단에 입단하여 연극 배우로 데뷔하였다. 1983년 MBC 문화방송 탤런트에 특채되었다.

## 학력
- 양정고등학교 졸업
- 서울예술전문학교 연극학과 전문학사

## 출연작

### 드라마
- 1983년 MBC 대하드라마 《조선왕조 오백년 - 뿌리 깊은 나무》
- 1983년 MBC 반공드라마 《3840 유격대》
- 1984년 MBC 미니시리즈 《동토의 왕국》 - 지도원 역
- 1986년 MBC 미니시리즈 《북으로 간 여배우》 - 김정일 역
- 1986년 MBC 대하드라마 《조선왕조 오백년 - 회천문》 - 광해군 역
- 1987년 MBC 농촌드라마 《전원일기》 - 재판장 역
- 1987년 MBC 단막극 《베스트셀러 극장 - 녹》
- 1988년 MBC 대하드라마 《조선왕조 오백년 - 인현왕후》 - 최효원 역
- 1988년 MBC 단막극 《베스트셀러 극장 - 부자실습》
- 1989년 MBC 대하드라마 《제2공화국》 - 이종대 역
- 1989년 MBC 단막극 《베스트셀러 극장 - 어떤 우화》
- 1989년 MBC 단막극 《베스트셀러 극장 - 임진강》
- 1989년 MBC 어린이드라마 《댕기동자》
- 1989년 MBC 특집드라마 《독도 수비대》- 경무대 경비국장 역
- 1989년 MBC 특집드라마 《수사반장 80년대 10대사건 시리즈 - 황홀한 비상》
- 1989년 MBC 특집드라마 《수사반장 80년대 10대사건 시리즈 - 우리는 람보》 - 박희돌 역
- 1989년 MBC 단막극 《베스트셀러 극장 - 상어》
- 1990년 MBC 주간드라마 《김형사 강형사》
- 1990년 MBC 수목드라마 《그 여자》 - 학생주임 역
- 1991년 MBC 수목드라마 《까치 며느리》 - 홍동표 역
- 1991년 MBC 특별기획드라마 《여명의 눈동자》 - 관동군 731부대 미술병 오하라 일병 역
- 1991년 MBC 단막극 《MBC 베스트극장 - 망향가》 - 무한 역
- 1992년 MBC 단막극 《MBC 베스트극장 - 이브의 덫》
- 1992년 MBC 단막극 《MBC 베스트극장 - 그리운 아버지》
- 1992년 SBS 소설극장 《해빙기의 아침》
- 1992년 MBC 단막극 《MBC 베스트극장 - 그리운 타국》 - 박만호 역
- 1992년 MBC 단막극 《MBC 베스트극장 - 일요일의 불청객》
- 1992년 KBS2 단막극 《드라마게임 - 혼자 부르는 노래》
- 1992년 KBS2 단막극 《드라마게임 - 다시 사랑이야기》
- 1992년 MBC 단막극 《MBC 베스트극장 - 거북이의 꿈》
- 1992년 MBC 단막극 《MBC 베스트극장 - 사랑, 결혼 그리고 어느날 갑자기》
- 1993년 MBC 설날특집극 《야등이》
- 1993년 MBC 단막극 《베스트극장 - 필론의 돼지》
- 1994년 MBC 아침드라마 《천국의 나그네》
- 1994년 KBS1 특집단막극 《인간극장 제2화 - 그 집에는 술이 있다》 - 술제조가 조정대 역
- 1994년 MBC 8.15 특집극 《영화 만들기》
- 1994년 MBC 장애인의 날 특집극 《내가 할 수 있는 모든 것》 - 우총평 역
- 1994년 KBS2 단막극 《드라마게임 - 친애하는 남성 여러분》
- 1994년 MBC 단막극 《MBC 베스트극장 - 녹천에는 그가 산다》
- 1994년 MBC 기획특집극 《눈먼 새의 노래》
- 1994년 MBC 농촌드라마 《전원일기》 - 일용의 국민학교 친구 소병태 역
- 1995년 SBS 특별기획 《모래시계》 - 박성범 역
- 1995년 KBS2 월화드라마 《장녹수》 - 임숭재 역
- 1995년 MBC 미니시리즈 《여》 - 달식 역
- 1995년 KBS2 단막극 《드라마게임 - 마누라의 경고》
- 1996년 EBS 설날특집극 《까치 까치 설날은》 - 김민우 역
- 1996년 KBS2 미니시리즈 《프로젝트》
- 1996년 KBS2 일일연속극 《며느리 삼국지》
- 1996년 KBS2 단막극 《드라마게임 - 길 위에 집을 짓다》
- 1996년 MBC 청소년드라마 《나》
- 1996년 MBC 대하드라마 《미망》 - 외숙네 역
- 1997년 MBC 단막극 《MBC 베스트극장 - 우째 이런 일이》 - 만복 역
- 1997년 MBC 미니시리즈 《영웅반란》 - 김 회장 역
- 1997년 SBS 단막극 《70분 드라마 - 해피 하우스》 - 경렬 역
- 1997년 MBC 일일시트콤 《남자 셋 여자 셋》 -  김현식(임현식 분)의 맏조카 김준영 역
- 1998년 MBC 단막극 《MBC 베스트극장 - 지하철 치한에 관한 보고서》
- 1998년 MBC 단막극 《MBC 베스트극장 - 적들의 사회》
- 1998년 SBS 미니시리즈 《홍길동》
- 1998년 KBS2 단막극 《일요베스트 - 아래층에 사는 여자》
- 1998년 KBS2 단막극 《일요베스트 - 하루나기》
- 1999년 KBS2 설날특집극 《아름다운 비밀》
- 1999년 KBS2 단막극 《일요베스트 - 누군가 나를 훔쳐보고 있다》
- 1999년 KBS2 단막극 《TV문학관 - 아우와의 만남》 - 혁 역
- 1999년 MBC 단막극 《MBC 베스트극장 - 12살 차이》 - 노총각 역
- 1999년 MBC 창사기념 특별기획드라마 《허준》 - 구일서 역
- 1999년 MBC 창사특집극 《아름다운 서울》 - 경술 역
- 2000년 MBC 일요아침드라마 《눈으로 말해요》
- 2000년 MBC 월요시트콤 《세 친구》 - 안연홍 모 이수나가 라디오 청취하던 라디오 사극 드라마 성우(호조판서) 역으로 목소리 출연
- 2000년 SBS 일요아침드라마 《좋아 좋아》 - 고민섭 역
- 2000년 MBC 월화미니시리즈 《뜨거운 것이 좋아》 - 허한 박사 역
- 2000년 KBS2 일일시트콤 《멋진 친구들》 - 이희도 PD 역
- 2000년 SBS 멀티캐스팅 드라마 《그녀를 보라》
- 2000년 SBS 월화드라마 《루키》 - 천 과장 역
- 2001년 KBS2 주말연속극 《푸른 안개》 - 박진수 역
- 2001년 SBS 드라마스페셜 《수호천사》 - 부장 역
- 2001년 MBC 창사40주년 특별기획드라마 《상도》 - 의주 만상 유기전 전주 행수 허삼보 역
- 2002년 SBS 특별기획 《유리구두》 - 황국도 역
- 2002년 SBS 특별기획 《대망》 - 덕삼 역
- 2002년 MBC 특별기획드라마 《어사 박문수》 - 조익겸 역
- 2003년 SBS 대기획 《올인》 - 민수연의 아버지 민정태 기사 역
- 2003년 MBC 월화미니시리즈 《내 인생의 콩깍지》 - 서문택 역
- 2003년 MBC 수목미니시리즈 《남자의 향기》
- 2003년 SBS 주말특별기획 《스크린》 - 송현근 역
- 2003년 MBC 일요로맨스극장 《1%의 어떤 것》 - 김동석 역
- 2003년 MBC 특별기획드라마 《대장금》 - 한양 경상 대방 최판술 역
- 2004년 SBS 드라마스페셜 《섬마을 선생님》 - 반장 역
- 2004년 KBS2 HD 특별기획드라마 《해신》 - 막봉 역
- 2004년 SBS 드라마스페셜 《유리화》
- 2005년 MBC HD 일일연속극 《굳세어라 금순아》 - 금아의 아버지 역
- 2005년 MBC 특별기획 주말드라마 《제5공화국》 - 허문도 역
- 2005년 SBS 창사15주년 대하드라마 《서동요》 - 흑치 평 역
- 2006년 KBS2 월화미니시리즈 《미스터 굿바이》 - 영규 역
- 2006년 KBS2 HD 특별기획드라마 《황진이》 - 김 참판 역
- 2006년 MBC 단막극 《MBC 베스트극장 - 복날이 온다》 - 황씨 역
- 2007년 MBC 특별기획 주말드라마 《하얀거탑》 - 명인대학교 의과대학 총동문회장 유필상 (소화기내과 전문의) 역
- 2007년 MBC 특별기획 주말드라마 《9회말 2아웃》 - 변종우 역
- 2007년 MBC 창사46주년 특별기획드라마 《이산》 - 상약 박달호 역
- 2008년 KBS2 수목드라마 《아빠 셋 엄마 하나》 - 나영의 아빠, 송몽산 역
- 2008년 KBS1 아침드라마 《TV소설 큰 언니》 - 김 주사 역
- 2008년 MBC 수목미니시리즈 《대한민국 변호사》 - 우석호 역
- 2009년 KBS2 수목드라마 《파트너》 - 유만성 역(특별출연)
- 2009년 KBS2 납량기획드라마 《전설의 고향 - 2009년》〈금서〉 - 서점 주인 역
- 2009년 MBC 주말연속극 《인연만들기》 - 심대환 역
- 2010년 KBS1 특별기획 역사드라마 《명가》 - 김자춘 역
- 2010년 MBC 창사49주년 특별기획드라마 《동이》 - 황주식 역
- 2010년 SBS 드라마스페셜 《대물》 - 서순재 역
- 2010년 KBS2 단막극 《KBS 드라마 스페셜 - 가족의 비밀》 - 왕복 역
- 2011년 KBS1 일일연속극 《우리집 여자들》 - 이용호 역
- 2011년 KBS2 수목드라마 《공주의 남자》 - 한명회 역
- 2012년 SBS 월화드라마 《샐러리맨 초한지》 - 오광 역
- 2012년 MBN 특별기획드라마 《사랑도 돈이 되나요》 - 윤다란 부, 윤중만 역
- 2012년 MBC 월화드라마 《마의》 - 추기배 역
- 2012년 KBS2 특별기획드라마 《전우치》 - 최 공장 역(특별출연)
- 2013년 tvN 아침드라마 《미친 사랑》 - 오태산 역
- 2013년 KBS2 수목드라마 《천명: 조선판 도망자 이야기》 - 장홍달 역
- 2013년 JTBC 월화드라마 《그녀의 신화》 - 김대풍 역(특별출연)
- 2014년 MBC 주말연속극 《마마》 - 구 사장 역
- 2014년 MBC 단막극 《드라마 페스티벌 - 원녀일기》 - 밭주인 역(특별출연)
- 2015년 Mnet 뮤직드라마 《칠전팔기 구해라》 - 장군의 아버지 장귀동 역(특별출연)
- 2015년 KBS2 월화드라마 《후아유 - 학교 2015》 - 교감선생님 역
- 2016년 MBC 창사55주년 주말특별기획 《옥중화》 - 공재명 역
- 2018년 MBC 주말특별기획 《데릴남편 오작두》- 조치수 역(특별출연)
- 2018년 MBC 일일연속극 《비밀과 거짓말》 - 박춘성 역(특별출연)

### 영화
- 2006년 《무도리》 - 자살동호회 부시삽, 베르테르 역
- 2006년 《마이 캡틴 김대출》 - 문화재 위원 역
- 2006년 《달콤, 살벌한 연인》 - 민 변호사 역
- 2002년 《광복절 특사》 - 교도소장 역
- 2002년 《몽중인》 - 이 박사 역
- 1992년 《결혼 이야기》 - 윤일중 역
- 1990년 《젊은 날의 초상》 - 하경근 역
- 1987년 《못다 부른 노래 님》
- 1987년 《토요일은 밤이 없다》

### CF
- JW중외제약 화콜
- 일양약품 생단액
- 일양약품 영비천(임현식, 최란, 임대호와 함께 출연)
- 귀뚜라미보일러 거꾸로 타는 보일러

## 기타 경력
- 1980년 대한민국연극제 신인연기상
- 2012년 한국어교사원격평생교육원 한국어 홍보대사